# Acacia warramaba
Acacia warramaba é uma espécie de leguminosa do gênero Acacia, pertencente à família Fabaceae.